# Moschtschena
Moschtschena (ukrainisch Мощена, polnisch Moszczona oder Moszczana) ist ein Dorf in Rajon Kowel, Oblast Wolyn in der westlichen Ukraine.
Zusammen mit dem südlich gelegenen Nachbardorf Tscherkassy (Черкаси) bildete es bis 2016 die gleichnamige Landratsgemeinde, am 17. April 2016 wurde das Dorf ein Teil der neugegründeten Siedlungsgemeinde Ljublynez (Люблинецька селищна громада Ljublynezka selyschtschna hromada), die Rajonshauptstadt Kowel ist etwa 5 Kilometer in östlicher Richtung gelegen.

## Geschichte
Der Ort wurde 1543 zum ersten Mal schriftlich erwähnt und gehörte bis zur 3. polnischen Teilung zur Adelsrepublik Polen (in der Woiwodschaft Ruthenien/Chełmer Land), kam dann zum Russischen Reich, wo es im Gouvernement Wolhynien lag und Motschschona genannt wurde. 1918/1921 fiel es an Polen und kam zur Woiwodschaft Wolhynien in den Powiat Kowel, Gmina Stare Koszary. Infolge des Hitler-Stalin-Pakts besetzte die Sowjetunion das Gebiet. Nach dem deutschen Überfall auf die Sowjetunion im Juni 1941 war der Ort bis 1944 unter deutscher Herrschaft (im Reichskommissariat Ukraine), kam dann nach dem Zweiten Weltkrieg wieder zur Sowjetunion und wurde in die Ukrainische SSR eingegliedert. Seit 1991 ist Moschtschena ein Teil der heutigen Ukraine.

## Bilder

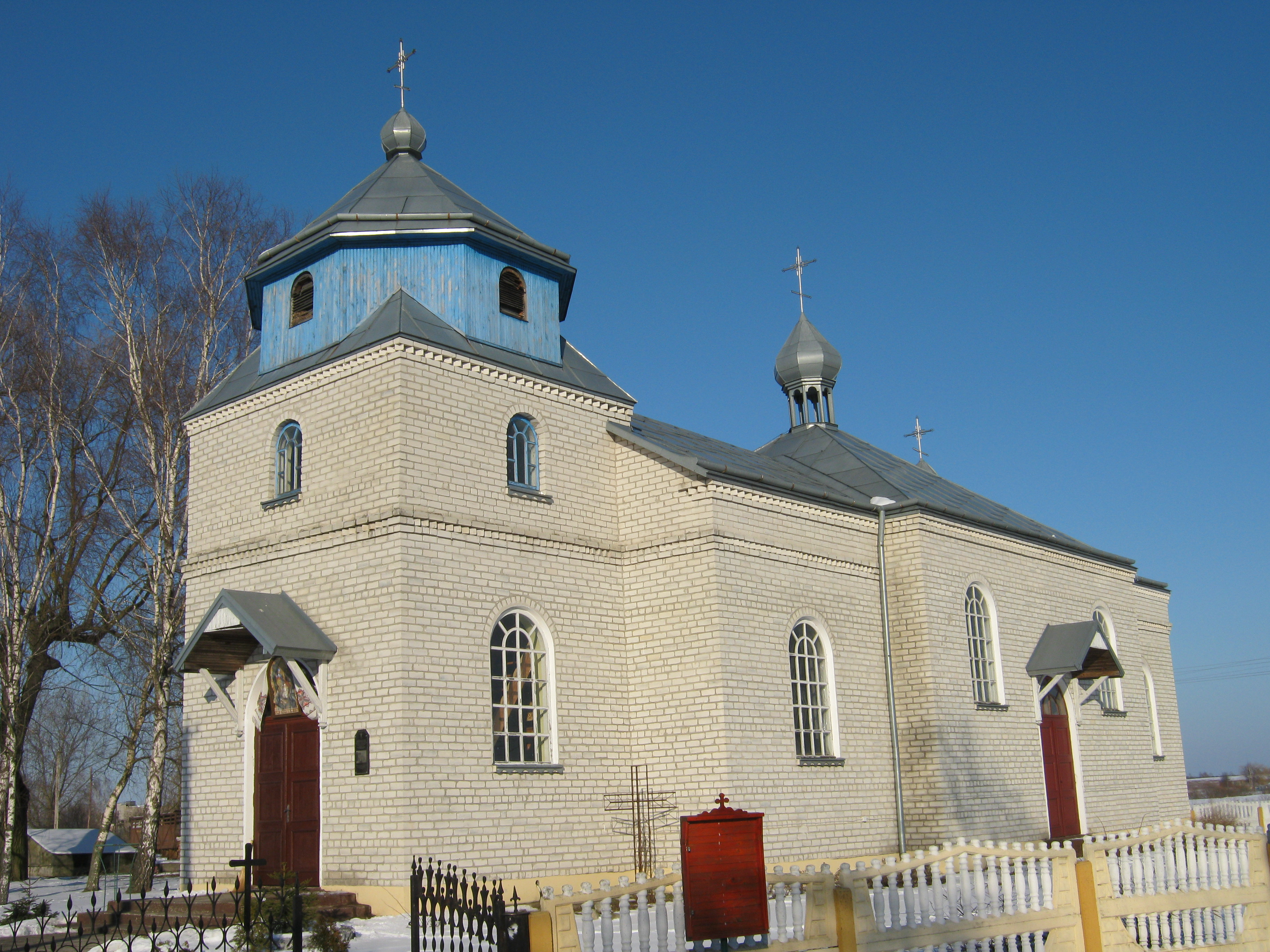
Kirche von Moschtschena
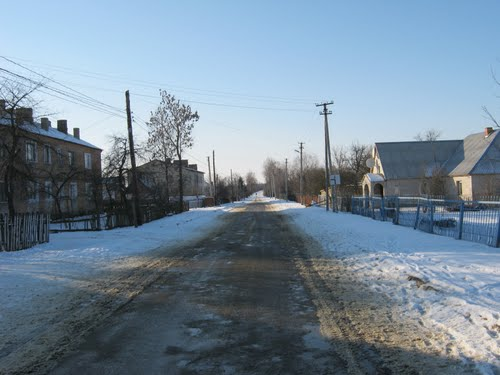
Blick in das Dorf
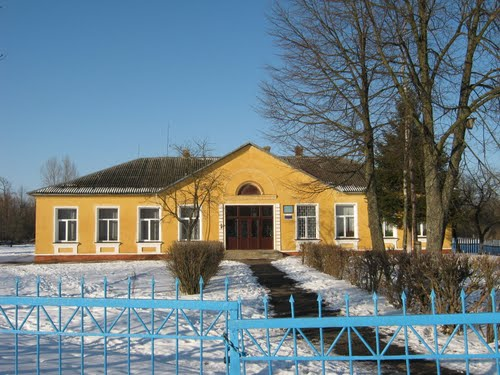
Schule
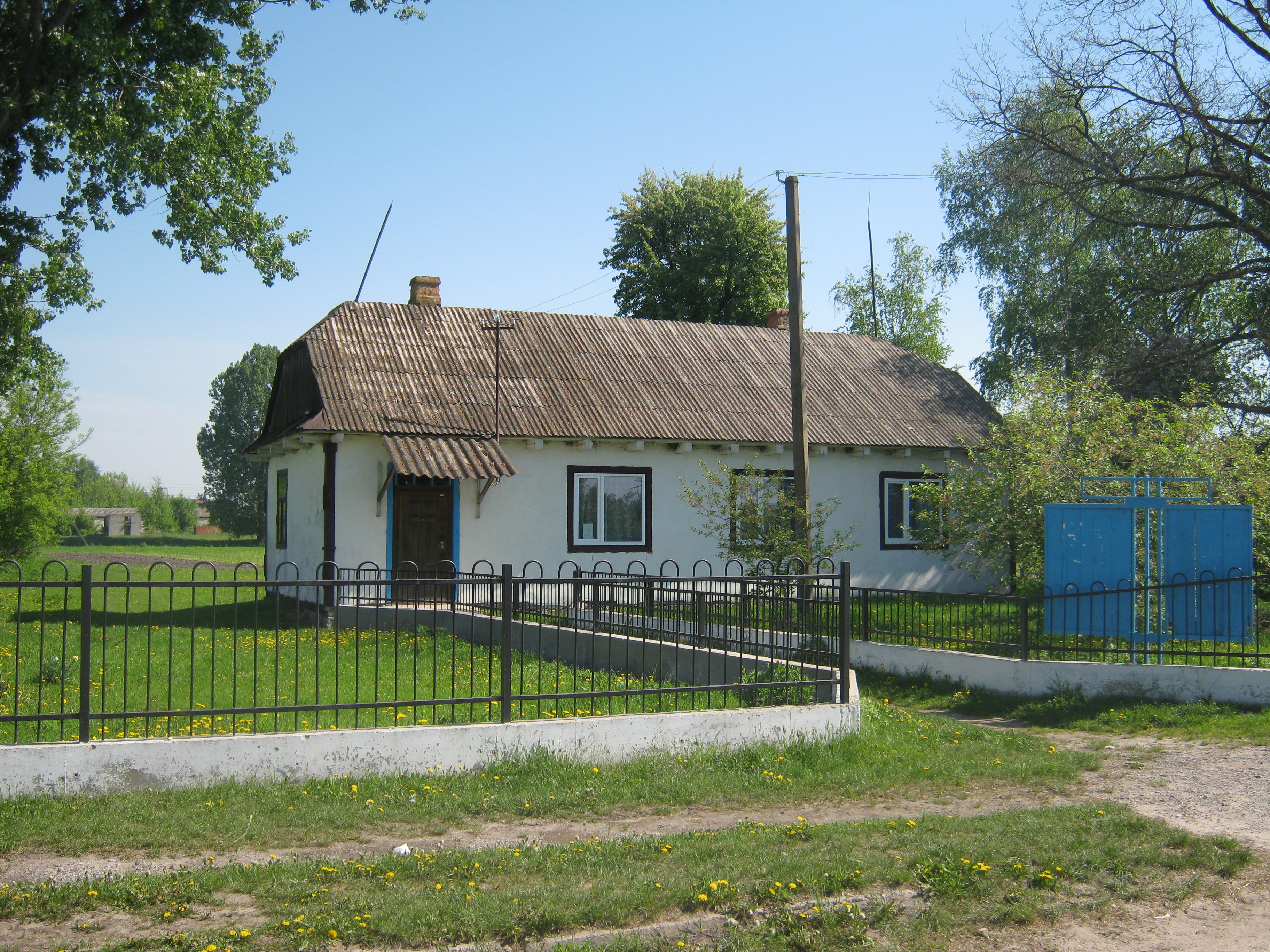
Haus der Kultur